# Jean-Paul-Égide Martini
Pour les articles homonymes, voir Martini.
Jean-Paul-Égide Martini, né le 31 août 1741  à Freystadt (électorat de Bavière) et mort le 14 février 1816 à Paris (1er arrondissement ancien), est un musicien français d'origine allemande. De son vrai nom Johann Paul Ägidius Martin ou Johann Paul Ägidius Schwarzendorf, il est aussi connu sous le pseudonyme de Martini il Tedesco (« Martini l'Allemand » en italien). Bien qu'il ait composé de nombreuses œuvres, la plus populaire est sa romance Plaisir d'amour, intitulée d'après son incipit.

## Biographie
Son père était un maître d'école et organiste du nom d'Andreas Martin. Sa mère Barbara mourut alors qu'il n'avait que six ans. Il fit ses études au séminaire des jésuites de Neuburg an der Donau, où il exerça comme organiste dès l'âge de seize ans. Puis il alla étudier la philosophie à Fribourg-en-Brisgau, mais abandonna bientôt ces études pour se consacrer à la musique qui l'intéressait beaucoup plus. 
En 1760, il alla s'installer à Nancy, capitale de la Lorraine, où il se fit appeler Martini il Tedesco. Il y épousa en 1764 Marguerite Camelot, issue d'une famille d'organistes. Sa carrière prit un tour décisif après qu'il se fut installé à Paris, où il composa surtout des opéras et des marches militaires. Cette même année, il fut initié franc-maçon à la loge parisienne Les Amis réunis. De 1768 à 1772, Jean-Paul-Égide Martini est inscrit comme « sous-lieutenant surnuméraire sans appointements » au régiment des hussards de Chamborant. En plus de Plaisir d'amour, il composa d'autres musiques pour des poèmes de Florian comme :  Le vieux Robin Gray, Les plaintes de Marie-Stuart (1780)
En 1788, il fut nommé surintendant de la Musique du roi et responsable de la musique religieuse. Il dirigeait en même temps les plus grandes scènes parisiennes. Il perdit ses fonctions à la Révolution et alla se réfugier à Lyon. En 1796, il retrouva un poste au Conservatoire de musique, mais les opéras composés à cette époque connurent peu de succès et il fut à nouveau démis en 1802. Il se consacra alors à la musique religieuse.
À la Restauration, alors qu'il était déjà âgé de plus de 70 ans, nouveau retournement de situation avec les Bourbons, Louis XVIII le réintégra comme surintendant de la Musique du roi. C'est dans cette fonction qu'il composa un Requiem à la mémoire de Louis XVI, qui fut joué à Saint-Denis trois semaines avant son propre décès.
Martini mourut le 14 février 1816 au 2 rue de la Paix à Paris et fut inhumé au cimetière du Père-Lachaise, sous un tombeau somptueux. Sa sépulture a depuis été relevée.
Il laisse un catalogue de 150 œuvres musicales.

## Hommage
Depuis 1900, l'impasse Martini dans le 10e arrondissement de Paris porte son nom en hommage.

## Discographie sélective
- Plaisir d'amour, Sandrine Piau, soprano, Le Concert de la loge, dir. Julien Chauvin (orchestration Hector Berlioz)- CD Alpha 2019
- Plaisir d'amour, Chanson et romances de la France d'autrefois, dir. Vincent Dumestre,Le Poème harmonique - CD Alpha